# Dypsis fasciculata
Dypsis fasciculata är en enhjärtbladig växtart som beskrevs av Henri Lucien Jumelle. Dypsis fasciculata ingår i släktet Dypsis och familjen Arecaceae. IUCN kategoriserar arten globalt som nära hotad. Inga underarter finns listade i Catalogue of Life.